# パン・ヒョンソク
パン・ヒョンソク（方玄錫、邦玄碩、朝鮮語: 방현석、1961年 - ）は、韓国の小説家、労働運動家、大学教授。
蔚山生まれ。本貫は温陽方氏。本名はパン・ジェソク（방재석）。

## 経歴
中央大学校と同大学院を卒業し、現在は同校の文芸創作科の教授。大学時期は学生会長を務めたことがある。1986年に仁川の工場に就職し、労働組合の教育宣伝部長などを務めたため、労働運動を描写する小説を多数執筆した。
1988年のデビュー以来、韓国現代史の激動の瞬間やその時代を生きる人々の様子を個性的な文章で描いてきた。1992年に労組幹部を務めた時、労働争議を扇動した疑いで拘束された。また、韓国企業で勤めるベトナム人労働者の実態を取材するため、ベトナムに渡って調査を行ったこともあり、ベトナムを舞台とした小説も執筆した。
短編集『明日を開く家』『ロブスターを食べる時間』や長編『十年間』『彼らが私の名を呼んだ時』『あなたの左側』などがある。
申東曄文学賞、黄順元文学賞、呉永壽文学賞などを受賞した。

## 主張
2005年のソウル新聞のインタビューで韓日関係と韓越関係について聞かれた時、ベトナム戦争の究極の責任は米国にあるが、参戦した韓国軍の軍人も強制的に戦場に追い込まれた被害者で、ベトナムと参戦軍人に韓国国家が正式に謝罪し賠償しなければならないと主張した。また、過去に韓国軍が駐留したベトナム中部に病院や学校を建てるのはまだ不足だが、少しずつ進んでおり、日本の右翼とは違うと主張した。

## 邦訳作品
- 『サパにて』きむふな訳、クオン、韓国文学ショートショート、2020年4月